# Roda JC in het seizoen 1968/69
Het seizoen 1968/1969 was het zevende jaar in het bestaan van de Kerkraadse betaaldvoetbalclub Roda JC. De club kwam uit in de Tweede divisie en eindigde daarin op de vierde plaats. Tevens deed de club mee aan het toernooi om de KNVB beker, hierin werd de club in de eerste ronde uitgeschakeld door PSV (1–4).

## Wedstrijdstatistieken

### Tweede divisie
|       | AGOVV | Baronie | SC Drente | EDO   | Excelsior | Fortuna | Gooiland | De Graafschap | Hermes DVS | Heerenveen | Limburgia | NOAD  | PEC   | Velox | FC VVV | ZFC   | Zwolsche Boys |
| ----- | ----- | ------- | --------- | ----- | --------- | ------- | -------- | ------------- | ---------- | ---------- | --------- | ----- | ----- | ----- | ------ | ----- | ------------- |
| Thuis | 5 – 2 | 2 – 4   | 3 – 1     | 0 – 1 | 1 – 0     | 2 – 4   | 1 – 0    | 2 – 0         | 3 – 0      | 2 – 1      | 2 – 2     | 1 – 0 | 2 – 1 | 2 – 1 | 6 – 2  | 6 – 0 | 6 – 2         |
| Uit   | 2 – 1 | 0 – 1   | 2 – 4     | 4 – 0 | 0 – 1     | 1 – 0   | 0 – 0    | 2 – 0         | 3 – 1      | 3 – 2      | 1 – 4     | 4 – 0 | 1 – 5 | 3 – 2 | 1 – 2  | 3 – 1 | 3 – 5         |

### KNVB beker
| 1e ronde                                     | Roda JC           | 1 – 4 (0 – 1) | PSV                                                  |
| 15 september 1968 Plaats: Kerkrade Kaalheide | Horst Gnielka 89' |               | 3', 54', 77' Willy van der Kuijlen 85' Lazar Radović |

## Statistieken Roda JC 1968/1969

### Eindstand Roda JC in de Nederlandse Tweede divisie 1968 / 1969
| Stand | Gespeeld | Gewonnen | Gelijk | Verloren | Punten | Doelpunten voor | Doelpunten tegen |
| ----- | -------- | -------- | ------ | -------- | ------ | --------------- | ---------------- |
| 4e    | 34       | 20       | 2      | 12       | 42     | 75              | 54               |

### Topscorers
| #      | Naam               | Goal |
| ------ | ------------------ | ---- |
| 1.     | Uwe Blotenberg     | 24   |
| 2.     | Walter Kousen      | 14   |
| 3.     | Leo van der Linden | 8    |
| 4.     | Hens Fischer       | 6    |
| 4.     | Horst Gnielka      | 6    |
| 6.     | Fred Gillissen     | 5    |
| 6.     | Wim Langenhuizen   | 5    |
| 8.     | Abdelmajid Chetali | 3    |
| 9.     | Martin Jongen      | 1    |
| 9.     | John Pfeiffer      | 1    |
| 9.     | Dré Rijnders       | 1    |
| 9.     | Matthieu Spronck   | 1    |
| Totaal | Totaal             | 75   |

| #      | Naam          | Goal |
| ------ | ------------- | ---- |
| 1.     | Horst Gnielka | 1    |
| Totaal | Totaal        | 1    |

## Voetnoten
AGOVV · Baronie · SC Drente · EDO · Excelsior · Fortuna · Gooiland · De Graafschap · Heerenveen · Hermes DVS · Limburgia · NOAD · PEC · Roda JC · Velox · FC VVV · ZFC · Zwolsche Boys